# Brun frostmossa
Brun frostmossa (Gymnomitrion concinnatum) är en bladmossart som först beskrevs av John Lightfoot, och fick sitt nu gällande namn av August Karl Joseph Corda. Brun frostmossa ingår i släktet frostmossor, och familjen Gymnomitriaceae. Arten är reproducerande i Sverige. Inga underarter finns listade i Catalogue of Life.